# Советская мельница № 2
Советская мельница № 2 (горномар. 2-шо №-ан Совет вакш илем) — упразднённый населённый пункт в Килемарском районе республики Марий Эл. Находилось на территории современного Ардинского сельского поселения.

## География
Населённый пункт находился в западной части республики, в зоне хвойно-широколиственных лесов, в 5 км к северу от села Арда, административного центра сельсовета.

## Топоним
Название проанализировано Александром Пустяковым. В своей кандидатской диссертации по филологии (Тарту, 2011) он написал, что такого рода названия относится к непритяжательным словосочетаниям, где второй компонент уточняет первый. Они позднего образования (XX век). «Населённые пункты названы по производственным центрам и обозначениям путей сообщения. В названиях достаточно много числовых обозначений, изображённых цифрами, что характерно для составных названий с обратным порядком
слов» (Пустяков, 2011 : 92). Сам топоним «носит идеологический характер (Советская). Второй компонент Мельница указывает на
вид деятельности, осуществляемой в населённом пункте — мукомольное производство. Компонент № 2 выполняет функцию дифференциации» (Пустяков, 2011 : 231).

### Климат
Климат, как и во всём районе, в местности у селения характеризуется как континентальный, умеренно влажный. Среднегодовая температура воздуха — 3,3 °С. Средняя температура воздуха самого тёплого месяца (июля) — 18,9 °C (абсолютный максимум — 38 °C); самого холодного (января) — −12,4 °C (абсолютный минимум — −47 °C). Продолжительность устойчивых морозов в среднем 127 дней. Среднегодовое количество атмосферных осадков составляет 518 мм, из которых около 70 % выпадает в период с апреля по октябрь. Снежный покров держится в течение 156 дней.

## История
Образовано в 1936 году.
Селение прекратило существование в 1961 году и исключено из учётных данных.

## Население
Проживали 9 человек.

## Инфраструктура
Основа экономики — мукомольное производство. Действовала мельница.

## Транспорт
Был доступен гужевым транспортом.